# Adolfo Constenla Umaña
Adolfo Constenla Umaña (San José, 14 de enero de 1948 - 7 de noviembre de 2013) fue un filólogo y lingüista costarricense especialista en las lenguas indígenas de la Baja Centroamérica, siendo uno de los especialistas más reconocidos sobre las lenguas del área americana intermedia.

## Biografía
Estudió filología española en la Universidad de Costa Rica, institución en la que obtuvo el bachillerato en 1969 y la licenciatura en 1975. En 1981, se doctoró en Lingüística en la Universidad de Pensilvania con una tesis sobre la fonología comparativa de las lenguas chibchas.
Desde 1970 trabajó como docente e investigador de la Escuela de Filología, Lingüística y Literatura de la Universidad de Costa Rica. Esta casa de estudios le otorgó en 1983 el rango de catedrático.
Constenla fue el fundador y coordinador del Programa de Investigaciones sobre las Lenguas de Costa Rica y Áreas Vecinas (PIL), el cual, durante el periodo de 1985 a 1996, desarrolló un exitoso de recopilación y análisis de datos lingüísticos de gran cantidad de las lenguas indígenas. La labor desarrollada por este programa fue la plataforma que permitió fundar en 1998 el Instituto de Investigaciones Lingüísticas de la UCR.
Constenla, además, fue profesor visitante de la Universidad Estatal de Nueva York en Albany durante el periodo lectivo 1988-1989 y en 1995 ingresó como miembro de número en la Academia Costarricense de la Lengua. 
Sus artículos sobre lingüística diacrónica y descriptiva de las lenguas indígenas de la Baja Centroamérica y el arte verbal de sus hablantes son numerosos y, en muchos casos, fundamentales para el conocimiento del patrimonio lingüístico de esta región. De su obra, destacan los libros Las lenguas del Área Intermedia (1991), Poesía tradicional indígena costarricense (1996), Curso básico de bribri (1998), Gramática de la lengua guatusa (1998), Poesía bribri de lo cotidiano (2006) y La lengua de Térraba (2007).
Por su labor, Constenla recibió en tres ocasiones el Premio Nacional Aquileo J. Echeverría (1979, 1998 y 2007). Además, en 1984 obtuvo el Premio Carlos Gagini de la Asociación Costarricense de Filología y Lingüística.

## Fallecimiento
Falleció en San José, el 7 de noviembre de 2013 a los 65 años de edad, a causa de un cáncer.

## Publicaciones
Libros
- Leyendas y tradiciones borucas (San José: Editorial de la Universidad de Costa Rica [EUCR], 1986).
- Las lenguas del Área Intermedia (San José: EUCR, 1991)
- Laca majifijica: la transformación de la tierra (San José: EUCR, 1993)
- Gramática de la lengua guatusa (San José: Editorial de la Universidad Nacional [Euna], 1998)
- Curso básico de bribri (San José: EUCR, 1998)
- La lengua de Térraba (San José: EUCR, 2007)
- Pláticas sobre felinos (San José: EUCR, 2011)
- Leyendas y tradiciones borucas. Tomo 2 (San José: EUCR, 2011)
- Poesía tradicional indígena costarricense (San José: EUCR, 2014)
- Muérrajá Mausírrajáca. Pláticas sobre ogros (San José: EUCR, 2014)
- Porétecá Maráma. Cantos guatusos de entretenimiento (San José: EUCR, 2014)

Muestra de estudios en revistas especializadadas
- 1981 Comparative Chibchan Phonology. (Ph.D. dissertation, Department of Linguistics, University of Pennsylvania, Philadelphia). (en inglés)
- 1987 "Elementos de Fonología Comparada de las Lenguas Misumalpa"; Revista de Filología y Lingüística de la Universidad de Costa Rica 13 (1): 129-161.
- 1988 "Familia lingüística chibcha". Seminario-taller: Estado actual de la clasificación de las lenguas indígenas colombianas. Yerbabuena: Instituto Caro y Cuervo.
- 1993 "La familia chibcha". Biblioteca Ezequiel Uricoechea 11: 75-125. Bogotá: Instituto Caro y Cuervo.
- 1998 "Acerca de la relación genealógica de las lenguas lencas y las lenguas misumalpa", First Archeological Congress of Nicaragua. Revista de Filología y Lingüística de la Universidad de Costa Rica 28 (1), 2002.